# Laestadian Lutheran Church
Laestadian Lutheran Church (LLC) (’Læstadianska lutherska kyrkan’) är en amerikansk gren av den læstadianska väckelserörelsen. Kyrkan har 29 församlingar i Nordamerika, de flesta av dem i Minnesota, Washington, Arizona, Michigan i  USA och Saskatchewan i Kanada. Den första församlingen grundades 1872 i Cokato i Minnesota av finska invandrare.
Laestadian Lutheran Church bildades den 9 juni 1973 under namnet Association of American Laestadian Congregations (AALC, ’Amerikanska læstadianska församlingars förbund’). År 1994 ändrades namnet för att bättre motsvara rörelsens andliga arv.